# Verwaltungsgemeinschaft Neumarkt-Sankt Veit
Die Verwaltungsgemeinschaft Neumarkt-Sankt Veit liegt im oberbayerischen Landkreis Mühldorf am Inn und wird von folgenden Gemeinden gebildet:
1. Egglkofen, 1320 Einwohner, 13,98 km²
2. Neumarkt-Sankt Veit, Stadt, 6543 Einwohner, 61,07 km²

Sitz der Verwaltungsgemeinschaft ist Neumarkt-Sankt Veit.